# Gates County
Gates County ist ein County im Bundesstaat North Carolina der Vereinigten Staaten. Der Verwaltungssitz (County Seat) ist Gatesville.

## Geographie
Das County liegt im Nordosten von North Carolina, grenzt im Norden an Virginia und hat eine Fläche von 895 Quadratkilometern, wovon 13 Quadratkilometer Wasserfläche sind. Es grenzt im Uhrzeigersinn an folgende Countys: Camden County, Pasquotank County, Perquimans County, Chowan County und Hertford County.
Gates County ist in sieben Townships aufgeteilt: Gatesville, Hall, Haslett, Holly Grove, Hunters Mill, Mintonsville und Reynoldson.

## Geschichte
Gates County wurde 1778 aus Teilen des Chowan County, Hertford County und Perquimans County gebildet. Benannt wurde es, ebenso wie die Bezirkshauptstadt Gatesville, nach Horatio Gates, einem kommandierenden General der US-Armee bei der Schlacht von Saratoga.
Zehn Bauwerke und Stätten des Countys sind insgesamt im National Register of Historic Places eingetragen (Stand 2. März 2018).

## Demografische Daten
Nach der Volkszählung im Jahr 2000 lebten im Gates County 10.516 Menschen in 3.901 Haushalten und 2.933 Familien. Die Bevölkerungsdichte betrug 12 Einwohner pro Quadratkilometer. Ethnisch betrachtet setzte sich die Bevölkerung zusammen aus 59,08 Prozent Weißen, 39,18 Prozent Afroamerikanern, 0,42 Prozent amerikanischen Ureinwohnern, 0,25 Prozent Asiaten, 0,03 Prozent Bewohnern aus dem pazifischen Inselraum und 0,10 Prozent aus anderen ethnischen Gruppen; 0,94 Prozent stammten von zwei oder mehr Ethnien ab. 0,77 Prozent der Bevölkerung waren spanischer oder lateinamerikanischer Abstammung.
Von den 3.901 Haushalten hatten 34,2 Prozent Kinder unter 18 Jahren, die bei ihnen lebten. 57,2 Prozent davon waren verheiratete, zusammenlebende Paare, 13,3 Prozent waren allein erziehende Mütter und 24,8 Prozent waren keine Familien. 21,7 Prozent waren Singlehaushalte und in 11,3 Prozent lebten Menschen mit 65 Jahren oder älter. Die Durchschnittshaushaltsgröße betrug 2,66 und die durchschnittliche Familiengröße war 3,09 Personen.
26,7 Prozent der Bevölkerung waren unter 18 Jahre alt. 6,1 Prozent zwischen 18 und 24 Jahre, 29,1 Prozent zwischen 25 und 44 Jahre, 23,7 Prozent zwischen 45 und 64, und 14,4 Prozent waren 65 Jahre alt oder Älter. Das Durchschnittsalter betrug 38 Jahre. Auf alle weibliche Personen kamen 96,2 männliche Personen. Auf alle Frauen im Alter von 18 Jahren oder darüber kamen 92,5 Männer.
Das jährliche Durchschnittseinkommen eines Haushalts betrug 35.647 $ und das jährliche Durchschnittseinkommen einer Familie betrug 41.511 $. Männer hatten ein durchschnittliches Einkommen von 32.227 $ gegenüber den Frauen mit 21.014 $. Das Prokopfeinkommen betrug 15.963 $. 17,0 Prozent der Bevölkerung und 14,5 Prozent der Familien lebten unterhalb der Armutsgrenze. 17,9 Prozent von ihnen sind Kinder und Jugendliche unter 18 Jahre und 26,2 Prozent sind 65 Jahre oder älter.